# Phytoseius yunnanensis
Phytoseius yunnanensis är en spindeldjursart som beskrevs av Lou, Yin och Tong 1992. Phytoseius yunnanensis ingår i släktet Phytoseius och familjen Phytoseiidae. Inga underarter finns listade i Catalogue of Life.